# Historia Brittonum
Historia Brittonum és un llibre escrit en llatí al segle viii sobre la història dels britans. Encara que el text no està signat per cap autor, tradicionalment s'ha atribuït l'autoria a Nennius, però els experts tendeixen a creure que la introducció signada per Nenius és una falsificació afegida posteriorment. Se'n conserven diverses còpies resumides del segle xi. A aquesta obra se li ha criticat que, com la majoria de cronicons medievals, barreja fets històrics amb altres que no ho són, els quals pertanyen a les llegendes populars. Per manca d'altres fonts, alguns historiadors posteriors com Geoffrey de Monmouth, el van donar per creïble. És el primer text en què s'esmenta el rei Artús, encara que no amb aquest títol.

## Valoració
La Historia Brittonum descriu el suposat establiment a l'illa de la Gran Bretanya d'un heroi troià anomenat Brutus. Aquesta obra és la principal font documental que va fer servir Geoffrey de Monmouth per crear Historia Regum Britanniae, la qual va ser molt coneguda i va donar peu que la llegenda s'incorporés en altres cròniques i en llibres d'història sobre aquest país, per exemple en The Chronicles of England.
Aquest text és el primer en què s'esmenta el rei Artús, el qual és descrit com a dux bellorum («senyor de la guerra») i no com a rei. Es nombren les dotze batalles en què Artús hi va lluitar, però a diferència dels Annales Cambriae, no en consten les dates.
El passatge de la Historia Brittonum en què Artús porta la imatge de la Mare de Déu a les espatlles mentre està en batalla, ha estat interpretada posteriorment com un error i que en realitat devia portar la imatge en el seu escut; una errada causada per la semblança entre les dues paraules en gal·lès.
El prestigiós lingüista Theodor Mommsen, va dividir l'obra en set parts: 
- prefaci (Prefatio Nennii Britonum)
- I. Les sis edats del món (de sex aetatibus mundi §1-6)
- II. Història dels britans (historia Brittonum §7-49)
- III. Vida de sant Patrici (vita Patricii §50-55)
- IV. Artúrica (Arthuriana § 56)
- V. Genealogies (regum genealogiae cum computo §c. 57—66)
- VI. Ciutats de Britànnia (civitates Britanniae §66a)
- VII. Meravelles de Britànnia (de mirabilibus Britanniae §67—76).

Aquest llibre es podria datar vers l'any 829. Es va escriure no abans del "quart any del [regnat del] rei Mermenus" (el qual ha estat identificat amb Merfyn Frych ap Gwriad, rei de Gwynedd). Els historiadors més conservadors han assignat el 828 com a data probable, cosa que coincideix amb el que diu al capítol 4: "des de la passió de Crist 796 anys han passat, però des de la seva encarnació 831 anys".

## Recensions i edicions
El manuscrit més antic que se'n conserva és el de la col·lecció Harley (núm. 3859), que data de prop de l'any 1100 i és el que es va fer servir per les edicions fetes per Stevenson, Theodor Mommsen i John Morris; manca del pròleg de Nennius. Un altre exemplar anomenat recensió de Nennius és el manuscrit de la biblioteca de Cambridge (ms. Ff. I.27) el qual va servir de base per l'edició de Petrie. Gunn va fer servir per la seva publicació el manuscrit que es conserva a la biblioteca del Vaticà (ms. 1964), que és una còpia feta per un anacoreta anomenat Mark. L'edició de Giles està basada en la de Gunn, però és una composició unida a una altra obra, ja que el manuscrit del Vaticà no conté l'Apologia o Mirablilia de Nennius. El text anòmal anomenat ms. Chartres, que era fins i tot més antic que el de la col·lecció Harley, es va destruir durant la Segona Guerra Mundial, i atribueix l'autoria a filius Urbagen (el fill d'Urien). Hi ha altres versions anomenades recensions de Gildas(per ex. Cotton Caligula A. VIII), però no es pot defensar seriosament que cap d'aquests textos hagi estat escrit per Gildas, que gairebé seria un contemporani d'Artús.
El professor David Dumville, investigant sobre l'origen de les recensions,  creu que el prefaci és una falsificació afegida posteriorment i ha proposat que la Historia Brittonum és en realitat el resultat de compilar diversos textos anònims anteriors. Aquest punt de vista ha estat àmpliament acceptat, encara que alguns en dissenteixen. Un dels que argumenten a favor de l'autenticitat de Nennius és Liebermann (1925).

## La hipòtesi de la compilació
Hi ha diverses notes introductòries que recorden el que diu Nennius (o el compilador anònim) en el prefaci, per exemple "Jo vaig aplegar (coacervavi) tot el que vaig poder trobar" en diverses fonts, no tan sols en obres escrites sinó també en "les nostres antigues tradicions". Això és una citació extreta del prefaci de l'Apologia o Mirablilia. Segons la traducció feta per Giles, equival a "vaig aplegar", i no explica el fet que això sigui, en realitat, una citació de l'obra i no una observació o comentari del traductor. Leslie Alcock va ser el primer en fixar l'atenció en la frase.

## Relació amb la llegenda Artúrica
La Historia Brittonum ha atret l'atenció per la manera com ha influït en la matèria de Bretanya. És el primer text que presenta el rei Artús com a figura històrica, argument que ha estat repetit i ampliat per altres autors.
Vortigern i Ambrosi
Aquest llibre conté la història del rei Vortigern, el qual va permetre els saxons establir-se a l'illa de la Gran Bretanya a canvi del matrimoni amb la filla de Hengist.[15] Aquest va provar de construir una fortalesa a mont Snowdon, anomenada Dinas Emrys, però els materials de construcció desapareixien cada vegada que els apartava. Els seus consellers li van dir que vessés la sang d'un noi nascut sense pare per eliminar la maledicció. Vortigern va escollir Ambrosi, però aquest fa quedar malament els consellers quan demostra que qui feia desaparèixer les pedres eren dues serps.
La mateixa història és repetida i embellida per Geoffrey de Monmouth, però aquest autor atribueix el fet de desvelar l'origen de les desaparicions al savi Merlí, tot dient que Ambrosi és un segon nom de Merlí.
Batalles d'Artús
En el capítol 56 es narren dotze batalles en què Artús participa i hi surt reeixit. La primera és contra el rei de Kent a prop del riu Glein, des de la segona fins a la cinquena a prop d'un riu anomenat Dubglas, a la regió de Linnuis. La sisena a la part baixa del riu Bassas. La setena al bosc de Celidon. La vuitena a la fortalesa de Guinnion. La novena a la ciutat de Legion (Caerleon). La desena a prop del riu Tribruit. L'onzena en una muntanya anomenada Agnet. La dotzena al mont Badon. Molts d'aquests llocs no s'han pogut identificar però d'altres si. Per fer-ho ha ajudat comparar el text amb el que diu als Annales Cambriae. T. M. Charles-Edwards creu que els diferents relats es refereixen a una mateixa història, però altres acadèmics com Thomas Jones i N. J. Higham, argumenten que els Annales Cambriae estan basats en la Historia Brittonum i per això explique el mateix.

## Narració sobre Germà d'Auxerre
El llibre narra en alguns capítols els fets de la vida de sant Germà d'Auxerre, que es diu que són passatges extrets d'una biografia ara perduda i, per tant, són l'única font documental sobre aquest sant i també sobre sant Patrici d'Irlanda.